# Constância
Pour les articles homonymes, voir Constancia (homonymie).
Constância est une municipalité (en portugais : concelho ou município) du Portugal, située dans le district de Santarém et la région Centre.

## Géographie
Constância est limitrophe :
- au nord, à l'est et au sud, de Abrantes,
- à l'ouest, de Vila Nova da Barquinha et Chamusca.

## Démographie
| 1801  | 1849  | 1900  | 1930  | 1960  | 1981  | 1991  | 2001  | 2004  |
| ----- | ----- | ----- | ----- | ----- | ----- | ----- | ----- | ----- |
| 1 583 | 2 526 | 3 034 | 3 248 | 4 077 | 3 949 | 4 170 | 3 815 | 3 796 |

| 2011  | - | - | - | - | - | - | - | - |
| ----- | - | - | - | - | - | - | - | - |
| 4 056 | - | - | - | - | - | - | - | - |

## Subdivisions
La municipalité de Constância groupe 3 freguesias :
- Constância
- Montalvo
- Santa Margarida da Coutada

## Jumelages
Constância possède deux accords de jumelage :
- Fondettes (France)
- Wiesbaden (Allemagne)